# المكتب السياسي

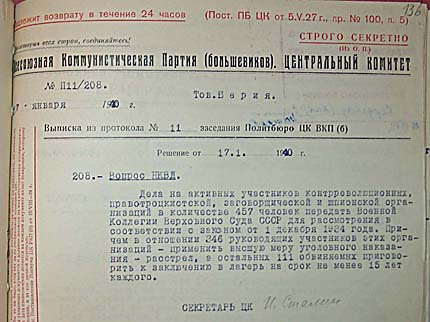
أصدر المكتب السياسي السوفيتي قرارًا بإعدام 346 "عدوا للحزب الشيوعي الشيوعي والحكومة السوفيتية" الذين قادوا "أنشطة مناهضة للثورة، مؤيدة للتروتسكية، للتخطيط والتجسس"، وقعه ستالين، 17 يناير 1940

المكتب السياسي هي تسمية الهيئة القيادية لعدة أحزاب عبر العالم. استعملت التسمية أو (Politburo) في معظم الدول الشيوعية السابقة والحالية. في عهد التروتسكية، المكتب السياسي هو مكتب للجنة المركزية.

## أسماء
المصطلح " politburo " باللغة الإنجليزية يأتي من Politbyuro الروسية ( Политбюро ). المصطلح الإسباني Politburó يُعار مباشرة من الروسية، وكذلك المصطلح الألماني Politbüro. الصينية تستخدم ترجمة اقتراضية ( (بالصينية: 政治局)، والتي الفيتنامية ( Bộ Chính trị "部政治" ) والكورية ( 정치국, 政治局 Jeongchiguk ) شروط تستمد.

## التاريخ
تم إنشاء أول مكتب سياسي في روسيا من قبل الحزب البلشفي في عام 1917 لتوفير قيادة قوية ومستمرة خلال الثورة الروسية التي حدثت خلال العام نفسه. كان للمكتب السياسي الأول سبعة أعضاء: لينين، زينوفييف، كامينيف، تروتسكي، ستالين، سوكولنيكوف، وبوبنوف. خلال القرن العشرين، تضمنت الدول التي كان لها مكتب سياسي الاتحاد السوفيتي وألمانيا الشرقية وأفغانستان وتشيكوسلوفاكيا والصين، من بين دول أخرى. اليوم، هناك خمس دول لديها نظام المكتب السياسي: الصين وكوريا الشمالية ولاوس وفيتنام وكوبا.